# Cantonul Lectoure
Cantonul Lectoure este un canton din arondismentul Condom, departamentul Gers, regiunea Midi-Pyrénées, Franța.

## Comune
| Comune                | Populație (1999) | Cod poștal | Cod INSEE |
| --------------------- | ---------------- | ---------- | --------- |
| Berrac                | 90               | 32480      | 32047     |
| Castéra-Lectourois    | 296              | 32700      | 32082     |
| Lagarde               | 132              | 32700      | 32176     |
| Larroque-Engalin      | 59               | 32480      | 32195     |
| Lectoure              | 3 933            | 32700      | 32208     |
| Marsolan              | 388              | 32700      | 32239     |
| Mas-d'Auvignon        | 171              | 32700      | 32241     |
| Pergain-Taillac       | 286              | 32700      | 32311     |
| Pouy-Roquelaure       | 137              | 32480      | 32328     |
| Saint-Avit-Frandat    | 85               | 32700      | 32364     |
| Saint-Martin-de-Goyne | 109              | 32480      | 32391     |
| Saint-Mézard          | 202              | 32700      | 32396     |
| Terraube              | 381              | 32700      | 32442     |